# سوق الجمعة (دمشق)
سوق الجمعة هو سوق شعبي دمشقي، مختص بشكل رئيسي ببيع الخضار والفواكه والمنتجات الحيوانية، ومقصد للطبقات ميسورة الحال من سكان دمشق.

## موقعه
يقع السوق على سفح جبل قاسيون في منطقة الصالحية، حي الشيخ محي الدين، جادة المدارس. يمتد السوق من جامع الركنية إلى جادة العفيف.

## التسمية
أنشئ السوق حين كانت البضائع تفترش الأرض أيام الجمع فقط ، لبيعها للمصلين الخارجين من الجوامع ولشهرته ورخص أسعاره تحول إلى سوق دائم وإن حافظ على اسمه «سوق الجمعة». وعرف أيضا باسم «سوق الشيخ محي الدين» لوجود مقام محي الدين ابن عربي داخل السوق دفع الذين يقومون بزيارة المقام يوم الجمعة لشراء حاجياتهم منه قبل العودة إلى منازلهم. وكثير من المتسوقين يقصدونه خاصة يوم الجمعة حيث تكون كل الأسواق مغلقة.
ويطلق عليه أيضا «سوق البركة» نسبة إلى الزيادة الطفيفة التي كان بائعو السوق يضيفونها على الميزان ويقولون للزبون هذه «حبة بركة» وهذه الغرامات القليلة الزائدة التي يضيفونها على كفة الميزان كانت تسعد الزبون وتشعره بالثقة بهذا السوق.

## وصفه
يعتبر سوق الجمعة أحد أشهر أسواق دمشق الشعبية التي تجمع بين الروحانية وبين صخب الحياة حيث يضج بالحركة ليل نهار لاحتوائه على مختلف أنواع البضائع وإن كان أشهرها الخضار والفواكه.
ويشتهر السوق ببيع الملبوسات النسيجية والجاهزة والداخلية والنسائية وألبسة الأطفال ومحلات الأحذية والقرطاسية والسلع الاستهلاكية بكافة أنواعها واللحوم وهناك محلات البن والمكسرات والعطارة والأعشاب والبهارات ومحلات الأدوات المنزلية والصمديات، وأيضا تنتشر فيه البسطات التي تبيع كل السلع من ألبسة وجوارب وعباءات وكهربائيات إضافة إلى محال الخضار والفواكه.
وكان فيه محال قديمة جداً يمارس أصحابها حرفا اندثرت مثل «المبيض» الذي يقوم بتبييض الطناجر النحاسية و«البوابيري» مصلح بوابير الكاز والقباقيبي من يصنع القباقيب الخشبية ويصلحها.

## معالمه
لا تقتصر شهرة منطقة سوق الجمعة على جامعها التاريخي الشهير محي الدين بن عربي فهي تضم أوابد أثرية منها «البيمارستان القيمري» و«التكية السليمية» و«المدرسة العمرية» إضافة إلى أوابد تاريخية وأثرية رائعة.